# Nad Niemnem
Nad Niemnem – społeczno-obyczajowa powieść pozytywistyczna Elizy Orzeszkowej z 1888 roku. 
Trzytomowy utwór przedstawia panoramę polskiego społeczeństwa drugiej połowy XIX wieku, nawiązując również do czasów powstania styczniowego. Powieść publikowano po raz pierwszy w odcinkach na łamach „Tygodnika Ilustrowanego” od stycznia do grudnia 1887. W postaci książkowej Nad Niemnem ukazało się w edycji warszawskiego Gebethnera i Wolffa w roku następnym.
Stanisław Brzozowski nazwał Orzeszkową „młodszą siostrą Mickiewicza”. Popularność powieści przekroczyła oczekiwania autorki, ale spowodowała też zainteresowanie cenzury, o ile pierwsze wydania przeszły bez zastrzeżeń, o tyle planowane czwarte, w 1890 roku,  zostało wstrzymane.

## Okoliczności powstania powieści

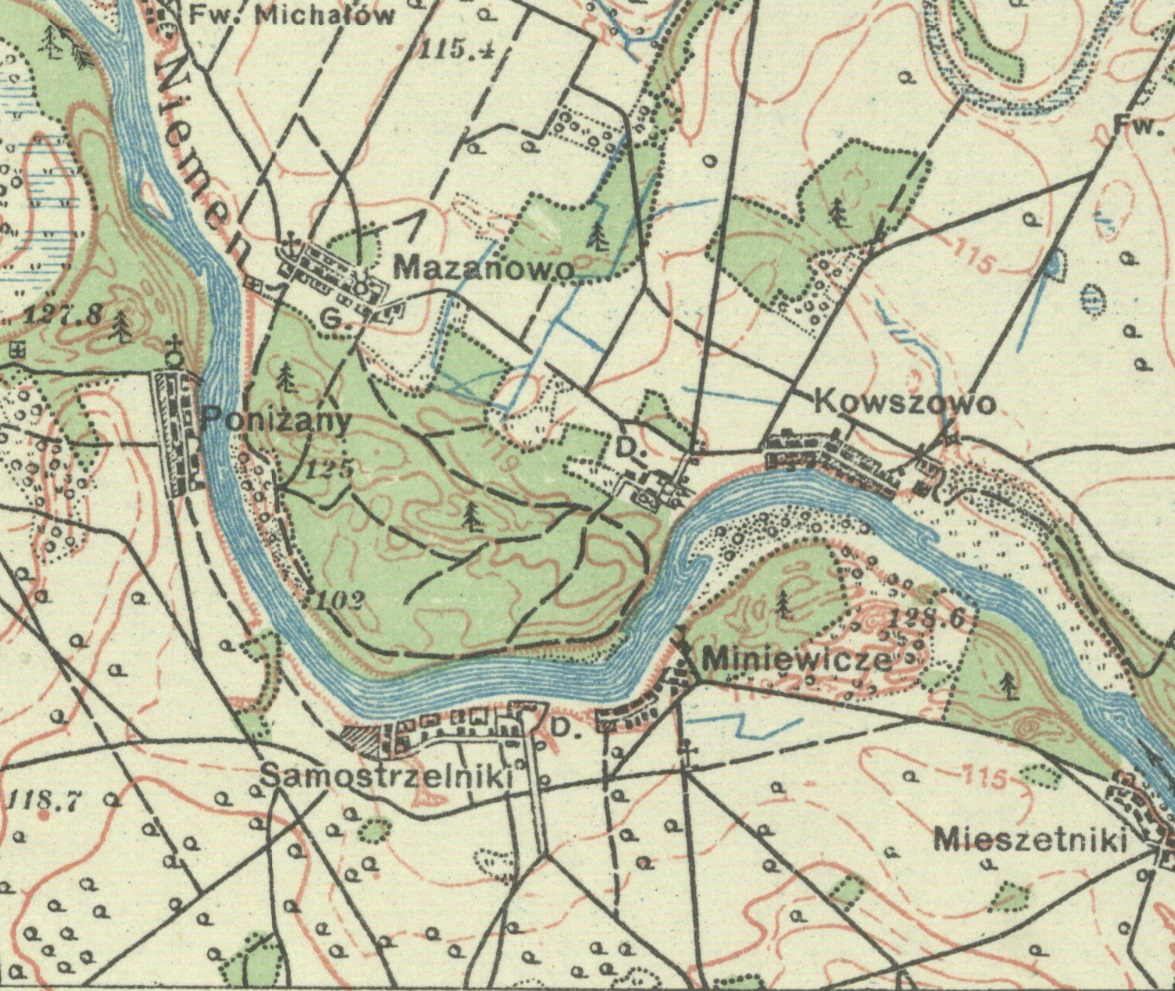
Mapa okolic, w których toczy się akcja Nad Niemnem. Miniewicze to powieściowy Korczyn. Zaścianek Bohatyrowicze obejmuje wschodnią część wsi Samostrzelniki. Mapa z 1926 r.

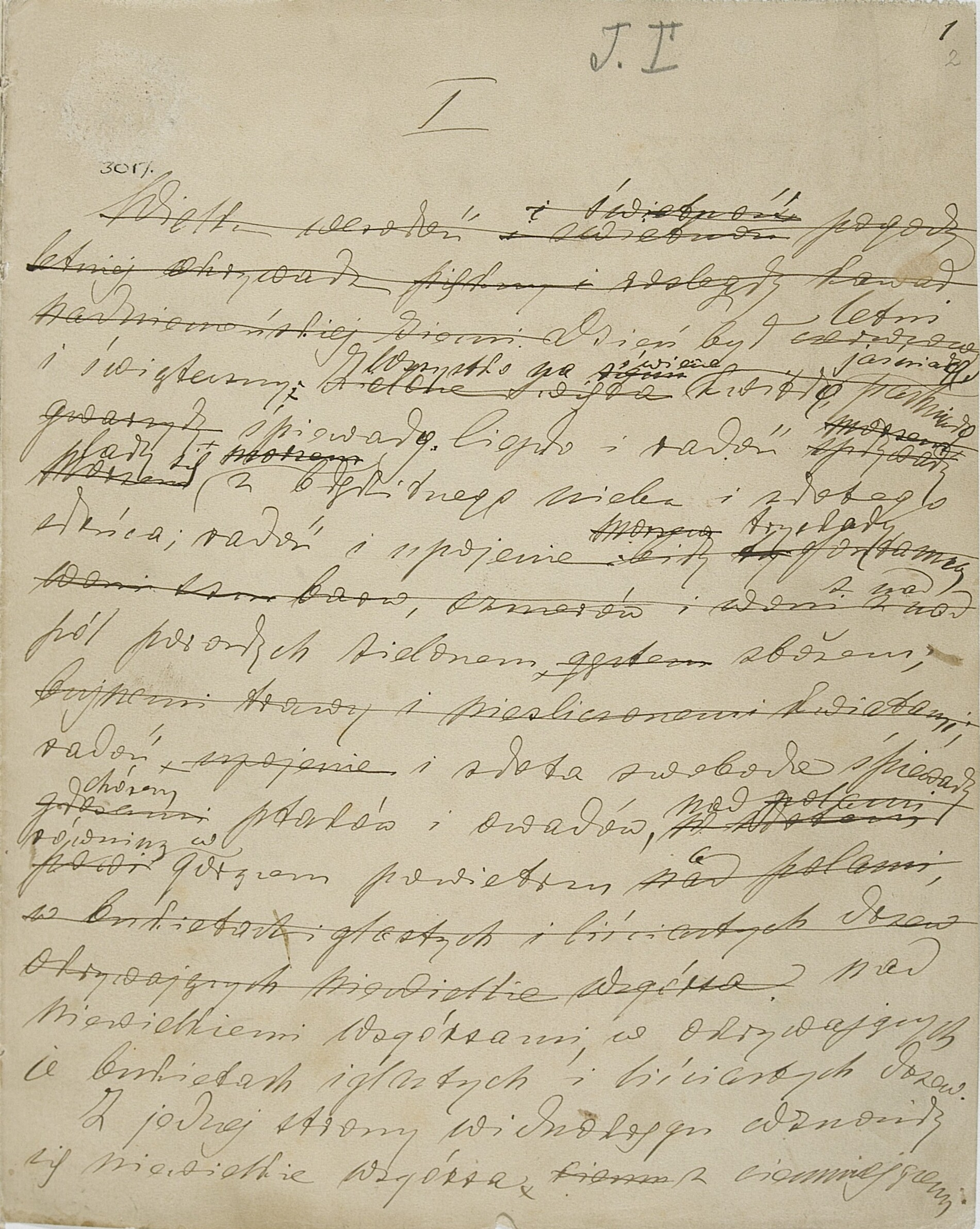
Rękopis pierwszego tomu powieści

W 1884 Marian Gawalewicz, ówczesny redaktor „Tygodnika Powszechnego”, zamówił u Orzeszkowej powieść społeczną, która miałaby obejmować tematykę relacji między starszym i młodszym pokoleniem oraz stosunków między dwiema warstwami społecznymi, szlachtą zagrodową i mieszkańcami wsi. Pod koniec tegoż roku redakcja zapowiedziała publikację powieści pod tytułem Mezalians. Początkowo autorka zamierzała ograniczyć fabułę utworu jedynie do problemu małżeństwa pomiędzy panną z wyższych sfer a mężczyzną pochodzącym ze szlachty zagrodowej. Z czasem jednak tło obyczajowe uległo poszerzeniu i wzbogaceniu, Orzeszkowa zrezygnowała więc z pierwotnego tytułu. W 1886 roku trwała intensywna praca nad tekstem, przeważnie w dworze Jana Kamieńskiego w Miniewiczach, niedaleko wsi szlacheckiej Bohatyrowicze. Opis wesela Elżuni z III tomu powieści inspirowany był rzeczywistym weselem, w którym pisarka uczestniczyła jako gość.
Przed II wojną światową rękopis powieści znajdował się w muzeum w Grodnie.  Do Biblioteki Narodowej trafił w 1958 roku jako dar Zofii Prószyńskiej. Od 2024 rękopis prezentowany jest na wystawie stałej w Pałacu Rzeczypospolitej.

## Kompozycja i konstrukcja powieści

### Miejsce i czas akcji

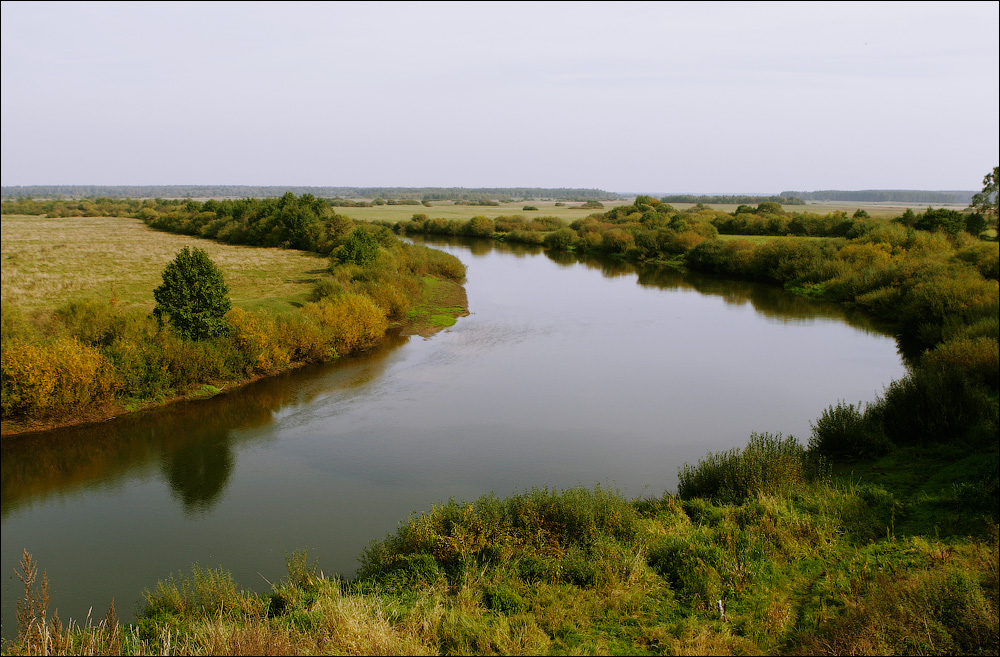
Widok na Niemen przepływający przez Grodzieńszczyznę

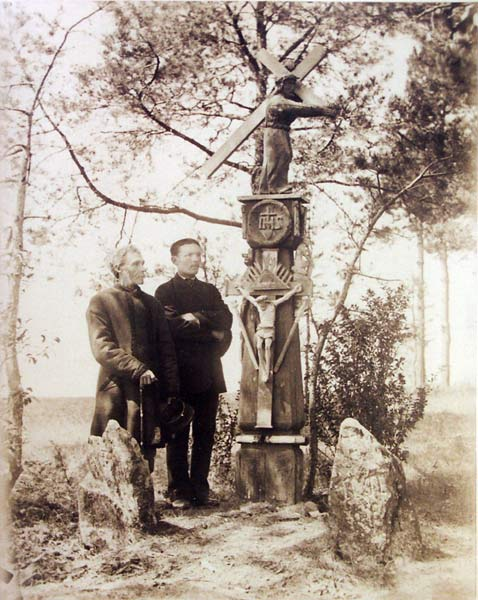
Klemens i Jan Bohatyrowiczowie przy grobie Jana i Cecylii, ok. 1880-85, fotografia z kolekcji pisarki.

Miejsce akcji to Grodzieńszczyzna, przede wszystkim Korczyn – majątek Benedykta Korczyńskiego (jego pierwowzorem są Miniewicze, majątek Kamieńskich), Olszynka – majątek Kirłów, Osowce –  pałac Andrzejowej Korczyńskiej oraz zaścianek Bohatyrowicze (miejsce rzeczywiste). 
Akcja powieści rozgrywa się pomiędzy czerwcem i sierpniem 1886 roku. W fabule utworu zastosowano podwójną perspektywę czasową. Przeszłość wywoływana jest wspomnieniami bohaterów, niekiedy opisowo przez narratora; odwoływanie się do niej służy z reguły ocenie postępowania bohaterów i ich charakterów.

### Przynależność gatunkowa
Krytyka literacka, bardzo zainteresowana utworem Orzeszkowej, uznała Nad Niemnem za swego rodzaju epos. Orzeszkowa starała się jednak napisać powieść zgodnie z postulatami realizmu i ograniczyć bezpośrednie oceny w drodze narracji jak i rzekome moralizatorstwo. Zgodnie z konwencją powieści realistycznej szeroko opisuje tło fabularne powieści, szczegółowo opisuje postacie i otoczenie (w tym przypadku szczególnie przyrodnicze). Niekiedy jednak autorka wtrąca retoryczny patos, uroczystą składnię, poetyzmy itp. Sugeruje też czytelnikowi, które z postaci są pozytywne, a z którymi sympatyzować nie należy. Orzeszkowa zawarła w utworze m.in. opisy 140 gatunków roślin o nazwach specjalistycznych lub potocznych.

### Motywy powieściowe

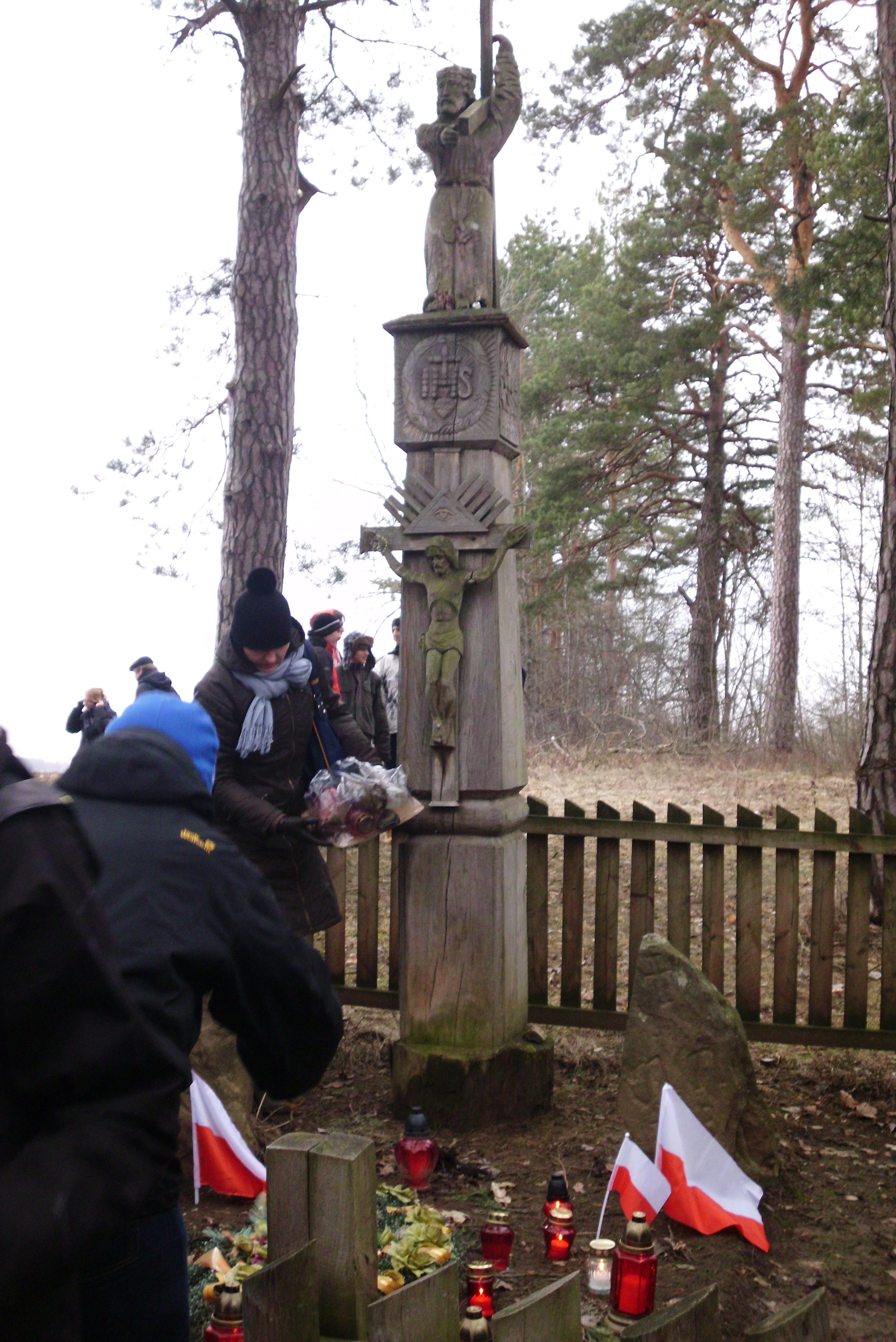
Grób Jana i Cecylii, wieś Bohatyrowicze (Samostrzelniki), 2013 rok

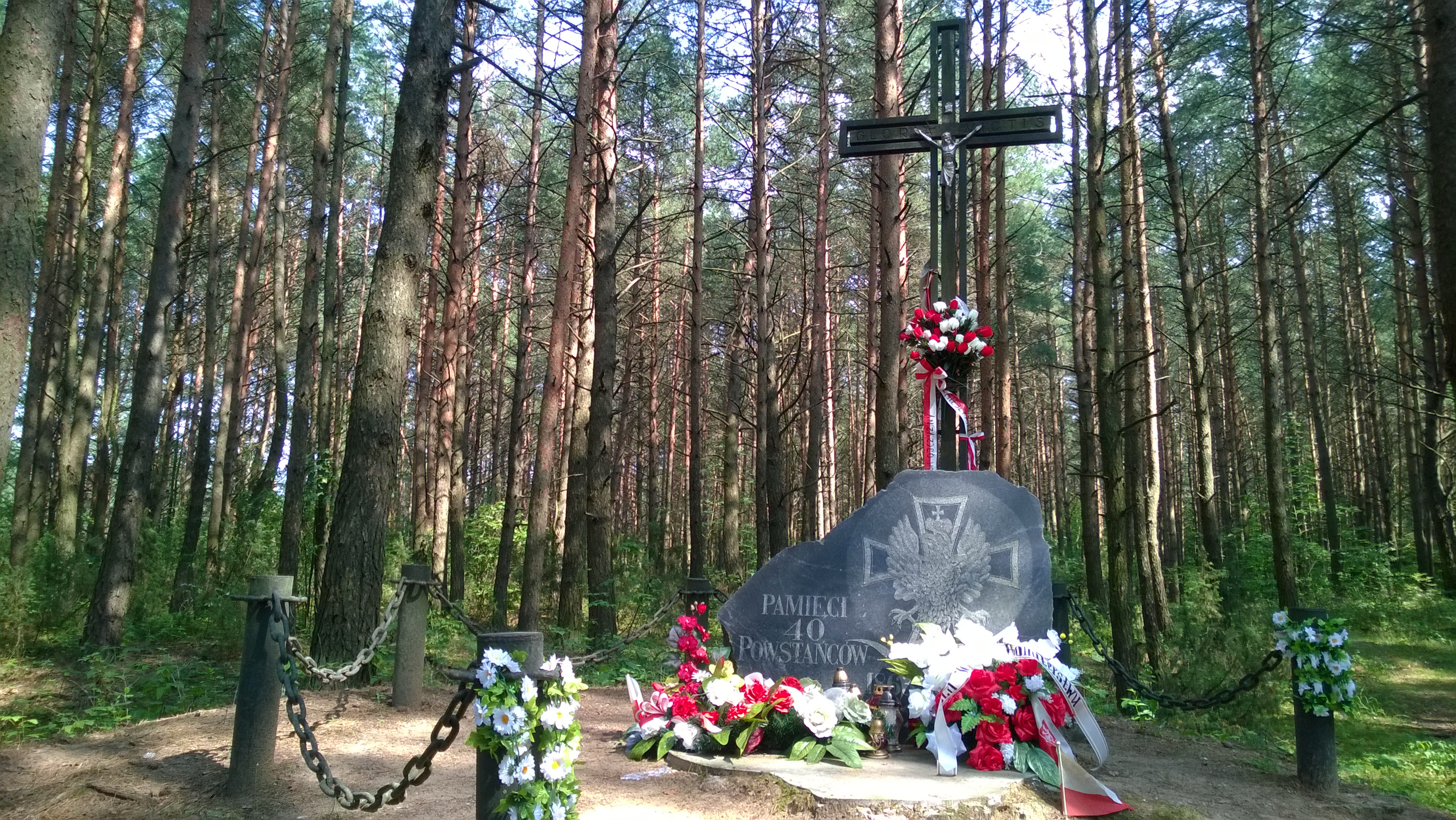
Mogiła 40 powstańców styczniowych opisana w powieści, okolice wsi Miniewicze (powieściowy Korczyn), 2016 rok

- Powstanie styczniowe – wprowadzone do powieści poprzez motyw Mogiły (leśnego uroczyska będącego grobem 40 powstańców) należącej do dóbr Korczyńskich. Powstańcy są wyidealizowani; problem ich podziału np. na „białych” i „czerwonych” jest ledwie wspomniany w powieści, brak też jest rozważań nad błędami czy pytań o postawę chłopstwa. Emilia Korczyńska, Teresa Plińska, Bolesław Kirło, Ignacy Orzelski, Darzeccy, Teofil Różyc to osoby, których Mogiła nie interesuje, nie czczą bowiem pamięci poległych, ale spośród nich jedynie Zygmunt Korczyński odważa się z nich wyśmiewać (podczas rozmowy z matką).
- Mezalians – wprowadzony do utworu przede wszystkim poprzez legendę Jana i Cecylii. Mezalians ten został „uświęcony” przez autorytet narodowy. Ślub Jana i Justyny w powieści jest powtórzeniem mitycznego wzorca. Trzecim z kolei mezaliansem jest prawdopodobny ślub Witolda z Marynią Kirlanką, czwartym – małżeństwo Andrzejowej Korczyńskiej, a piątym – ślub Ładysia Bohatyrowicza z chłopką.
- Anzelm przechowuje kilka polskich książek, m.in.: Pana Tadeusza, Psałterz Dawidów i Ogrody północne Józefa Strumiłły jako utwory ofiarowane mu kilkadziesiąt lat wcześniej przez Andrzeja Korczyńskiego. Dobranie akurat tych trzech tytułów pełni funkcję dydaktyczną wobec czytelnika.
- Kwestia kobieca – zawsze ważna w twórczości Orzeszkowej. Autorka pokazuje w powieści wiele typów kobiecych: Martę Korczyńską, która w obawie przed utratą pozycji społecznej nie zdecydowała się na małżeństwo z ukochanym, Anzelmem Bohatyrowiczem; Emilię Korczyńską, rozleniwioną egoistkę, zupełnie nieprzejmującą się sprawami domu; Teresą Plińską, starą pannę wiecznie czekającą na potencjalnego męża; Marię Kirłową, odpowiedzialną i pracowitą gospodynię na własnym majątku; Andrzejową Korczyńską, stateczną arystokratkę-matronę pielęgnującą pamięć o przeszłości; młode pokolenie pustych panien (Leonia Korczyńska, siostry Dareckie), zainteresowanych tylko strojami i zabawami i wreszcie Justynę Orzelską, która dojrzewa do roli kobiety podejmującej samodzielne decyzje[1].

### Sentymentalizm i romansowość
W powieści widoczne są wpływy sentymentalizmu i roussowskiego pojmowania natury. Autorka poprzez fabułę podkreśla, że „prosty lud” żyje harmonijnie z przyrodą i instynktownie wie, że musi ją ochraniać.
Bohatyrowiczowie nie mają wykształcenia, nie wysyłają swoich dzieci do miejskich szkół. Są jednak wyżej cenieni przez autorkę niż przedstawiciele „wyższej kultury” (Emilia, Zygmunt, Kirło). Orzeszkowa zwraca uwagę na niebezpieczeństwo odcięcia się od korzeni, przyrody i swojego otoczenia w imię źle pojmowanej kultury „wysokiej”.
Według Józefa Bachórza warstwa romansowa powieści jest stereotypowa – podobny schemat fabularny pojawiał się wielokrotnie we wcześniejszych, drugorzędnych utworach. Scenki miłosne są sztampowe i nieoryginalne. Sceny, w których zakochani są sam na sam, są teatralnie wydłużane, co miało w zamierzeniu autorki nadać im walor poetycki.

### Język
Eliza Orzeszkowa wspominała w swoich listach, że polszczyznę Bohatyrowiczów w Nad Niemnem wzorowała na autentycznej mowie mieszkańców zaścianków z Grodzieńszczyzny i potomków budników z terenów puszczańskich:

Czuje potrzebę upewnienia (…) Pana, że ją właśnie z ust ich wyjęłam (…) wydawać się ona może, szlachty tutejszej nie znającym, manierowaną i niezupełnie naturalną (…). Nie wiem jak jest z tym u szlachty innych guberni litewskich (…), ale tę, która mianowicie powiat grodzieński zamieszkuje, znam lepiej zapewne niż tę towarzyską sferę, z której sama pochodzę, więc bardzo dokładnie. Otóż jedną z cech najoryginalniejszych i najciekawszych, które tych ludzi wyróżniają jest właśnie ich mowa, ich polszczyzna. Zrazu nawykłym do dzisiejszego literackiego i salonowego języka wydaje się ona tak szczególną, że niektórych wyrażeń zrozumieć prawie nie można, a niektóre poczytuje się za nieprawidłowości językowe albo za naleciałości z języków innych. Jednak po wsłuchaniu się w nią długim i bacznym okazuje się ona po prostu starą polszczyzną i zupełnie czystą, tylko tak starą, że po wiele wyrazów chodzić trzeba do Reja albo Górnickiego. Wprawdzie rusinizmów mają oni trochę, ale te można śmiało upuścić z uwagi, bo jest ich mało i przyjętych tylko dla przedmiotów gospodarstwa (np. płot nazywają: Tyn, po rusińsku), chyba że idzie o najuboższych, wśród chłopskich wsi wypadkiem zamieszkałych, którzy chłopieją i w połowie już po rusińsku mówią. Ale takich bardzo niewielu. Aby przekonać się o poprawności mowy przez ogół ich używanej, zapytywałam o mnóstwo wyrazów dykcjonarza Lindego i na 100 jednego zaledwie tam nie znajdowałam, tyle, ze mnóstwo z nich (…) od dawna wyszły z użycia. Mówią np. niskąd, Liwczem, ostać, ni kędy itd., co wszystko jest w Lindem, czyli w starych autorach polskich. Gęsto też używają wyrazów z łaciny (…) co jest spuścizną po przedstuletnich przodkach. (…) Wszystko to razem przy bliższym wsłuchaniu się robi wrażenie mowy poważnej, czystej i zupełnie rodzimym duchem przejętej, tym więcej, że i składni, szykowi wyrazów i zwrotom okresów nadają jakiś ton staroświecczyzny. (…) Przysłowia bardzo stare, pieśni, których nikt już nie śpiewa, zagadki (…) garściami wśród nich zbierałam. (…)

Od siedmiu lat każde lato spędzam tuż obok okolicy szlacheckiej, z mieszkańcami jej żyjąc w zażyłości i przyjaźni (…) sposób mówienia, pieśni, przypowieści, koncepty wprost z ust ich brałam (…) Polacy to z krwi i ducha (…)

## Postacie

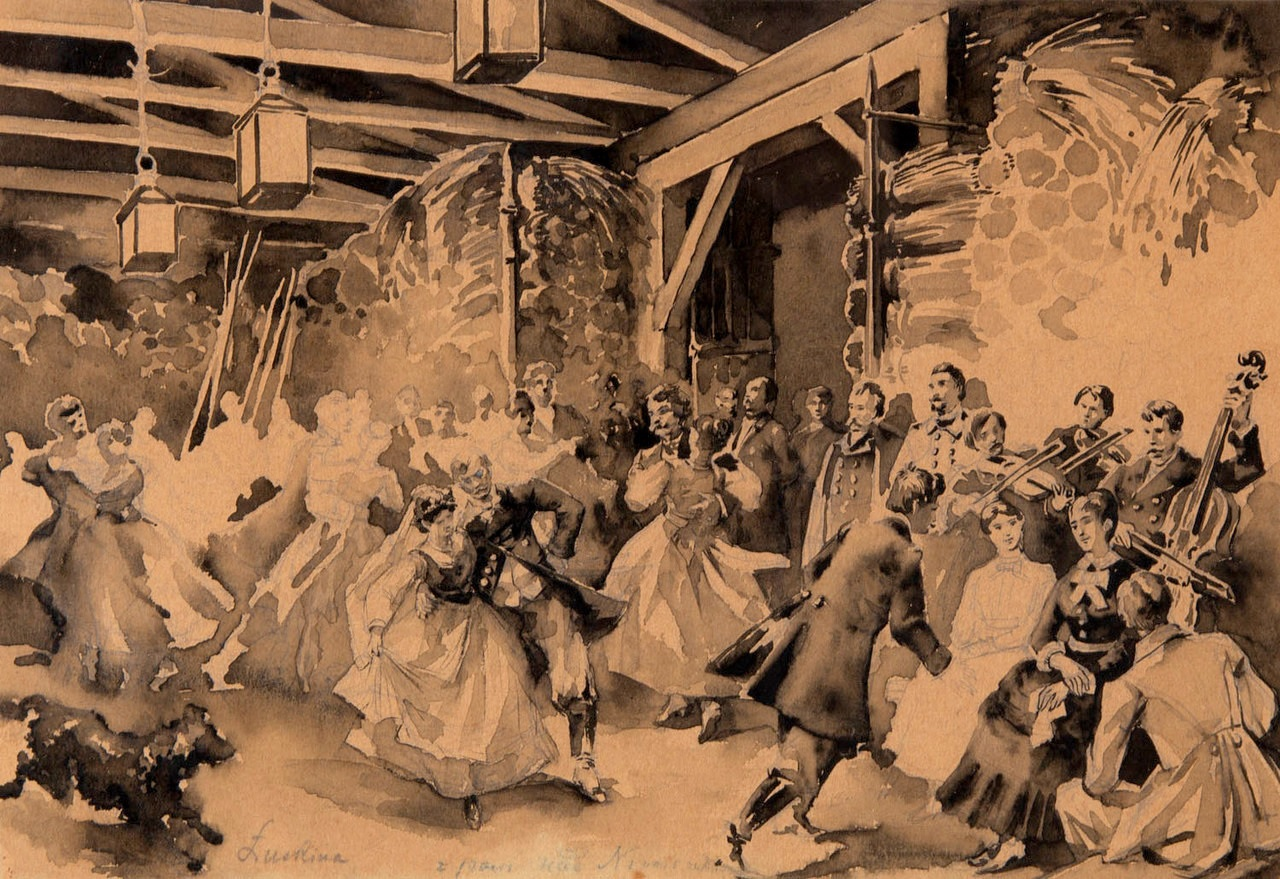
Wesele Elżuni Bohatyrowiczówny i Franciszka Jaśmonta (mal. Włodzimierz Łuskina)

- Justyna Orzelska – urodziwa i inteligentna dwudziestoczteroletnia panna, uboga szlachcianka, żyjąca na łaskawym chlebie u bogatszej rodziny Korczyńskich. Kilka lat wcześniej przeżyła nieszczęśliwą miłość do kuzyna, Zygmunta Korczyńskiego, który to związek ze względu na różnice społeczne i materialne, został odrzucony przez matkę Zygmunta, Andrzejową Korczyńską. Justyna stała się niedostępna i dumna. Unikała także życia towarzyskiego. Szokuje rodzinę odrzucając oświadczyny bogatego morfinisty, Teofila Różyca. Jej puste życie zmienia poznanie Jana Bohatyrowicza, który sprawia, że dziewczyna odzyskuje wiarę w siebie. Justyna poznaje i akceptuje ludzi mieszkających w zaścianku, a pod koniec powieści zaręcza się z Jankiem. Jest bohaterką pozytywistyczną, pragnie przyczynić się do poprawiania warunków bytowych ludzi ze wsi.
- Jan Bohatyrowicz – syn Jerzego Bohatyrowicza, bratanek Anzelma. Wychowuje przyrodnią siostrę Antolkę i pomaga prowadzić gospodarstwo Anzelmowi. Jest pracowity, pięknie śpiewa. Od dawna milcząco zakochany w Justynie, wprowadza ją w świat prostych, ale pozytywnych wartości.
- Benedykt Korczyński – szlachcic, właściciel majątku w Korczynie, brat poległego w powstaniu Andrzeja, mąż Emilii, ojciec Witolda i Leonii. Cechuje go zgorzknienie spowodowane przez przeciwności losu, wybory między złem a złem, walkę o ojcowiznę z zaborcą i w efekcie samotność. Odgrodził się od Bohatyrowiczów, ponieważ to oni pierwsi wytoczyli mu kiedyś proces, co zapoczątkowało ich wzajemną niechęć. W swym dworze może liczyć tylko na kuzynkę Martę.
- Anzelm Bohatyrowicz – brat poległego w powstaniu Jerzego, stryj Janka Bohatyrowicza. Uczestnik powstania styczniowego. W młodości łączyło go gorące uczucie z Martą Korczyńską, która jednak lękając się opinii środowiska i ciężkiej pracy odrzuciła jego oświadczyny. Anzelm klęskę powstania i niepowodzenie osobiste ciężko odchorował. Obawia się zgromadzeń, unika kłótni; troszczy się o grób Jana i Cecylii.
- Witold Korczyński – syn Benedykta i Emilii Korczyńskich, starszy brat Leonii, postać jednoznacznie pozytywna. Symbolizuje tych młodych ludzi, którzy wyciągają wnioski z przeszłości i wierzą w odrodzenie narodu poprzez lud. Witold jest podobny do swojego nieżyjącego stryja, Andrzeja. Równocześnie jednak jest to postać bezbarwna i konwencjonalna. We wszystkich konfliktach z ojcem zawsze ma rację.
- Marta Korczyńska – kuzynka Benedykta, sierota od dziecka wychowana przez Korczyńskich. W młodości pokochała z wzajemnością Anzelma Bohatyrowicza. Po upadku powstania nie zdecydowała się na małżeństwo z ukochanym, w obawie przed utratą pozycji społecznej, wstydząc się ubogiego adoratora i bojąc się ciężkiej pracy. Od tej pory prowadzi dom Benedykta, wychowała też dzieci Korczyńskich.
- Emilia Korczyńska – żona Benedykta, matka Witolda i Leonii. Leniwa i histeryczna egoistka, nieprzejmująca się sprawami domu. Jedynym jej zajęciem jest czytanie romantycznych historii i oddawanie się marzeniom.
- Zygmunt Korczyński – syn Andrzeja, bratanek Benedykta. W młodości nawiązał romans z Justyną, ale ulegając matce zerwał związek. Za granicą ożenił się z niekochaną Klotyldą. Postać negatywna – nie lubi ziemi rodzinnej, nie pamięta ojca i nie ma szacunku dla wartości narodowych, większość czasu spędza za granicą. Rozpieszczony, kapryśny, uważa się za artystę.
- Bohatyrowiczowie (m.in. Anzelm, Janek, Fabian) – szlachta zaściankowa, w niektórych wypowiadanych przez nich kwestiach uwidacznia się staropolszczyzna (przede wszystkim u mężczyzn). Ich styl jest niemal zawsze uroczysty, a rzadko rubaszny; występują liczne przysłowia, porzekadła, rymowanki i aforyzmy. Bohatyrowiczowie kultywują także ludowe pieśni, co kontrastuje z zachowaniem Korczyńskich w ich dworze, gdzie się gra, ale nie śpiewa. Innym dobrem kultury czczonym przez Bohatyrowiczów jest trwanie dziedzictwa obyczajowego – pewnego ładu społecznego, unormowanego przez określone zachowania, gesty czy stosunki sąsiedzkie. Unikają jednak formalizmu i skostnienia obyczajów. Ich religijność polega głównie na przestrzeganiu przykazań, a nie na praktykach dewocyjnych. Autorka wyraźnie nie położyła nacisku na polski katolicyzm obrzędowy, a w życiu tradycjonalistycznej wsi brak obecności księdza.
- Pozostałe ważniejsze postacie: Teofil Różyc, Andrzejowa Korczyńska, Klotylda Korczyńska, Bolesław Kirło, Maria Kirłowa, Jadwiga Domuntówna, Teresa Plińska.

## Ekranizacje

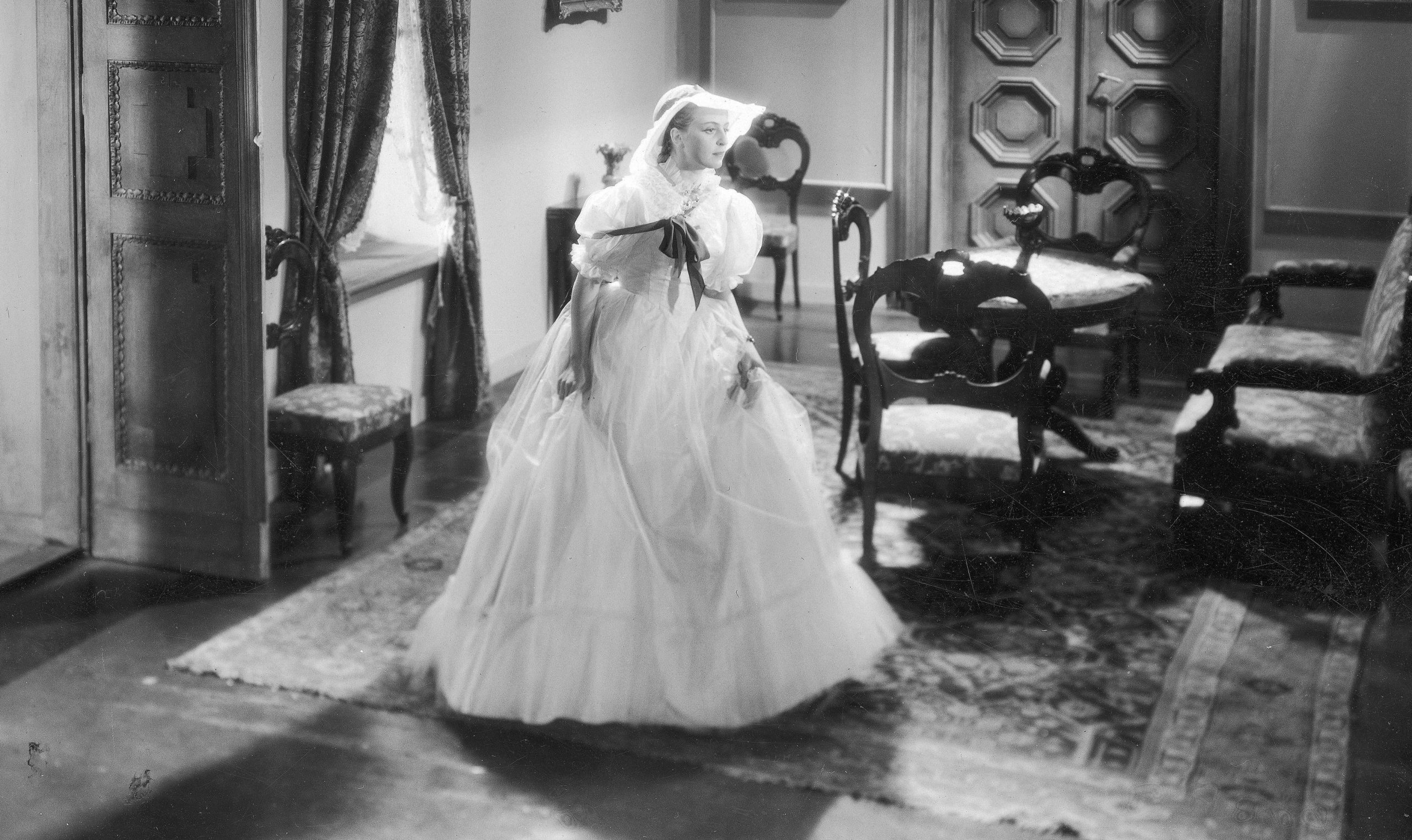
Elżbieta Barszczewska jako Justyna Orzelska w ekranizacji z 1939 roku

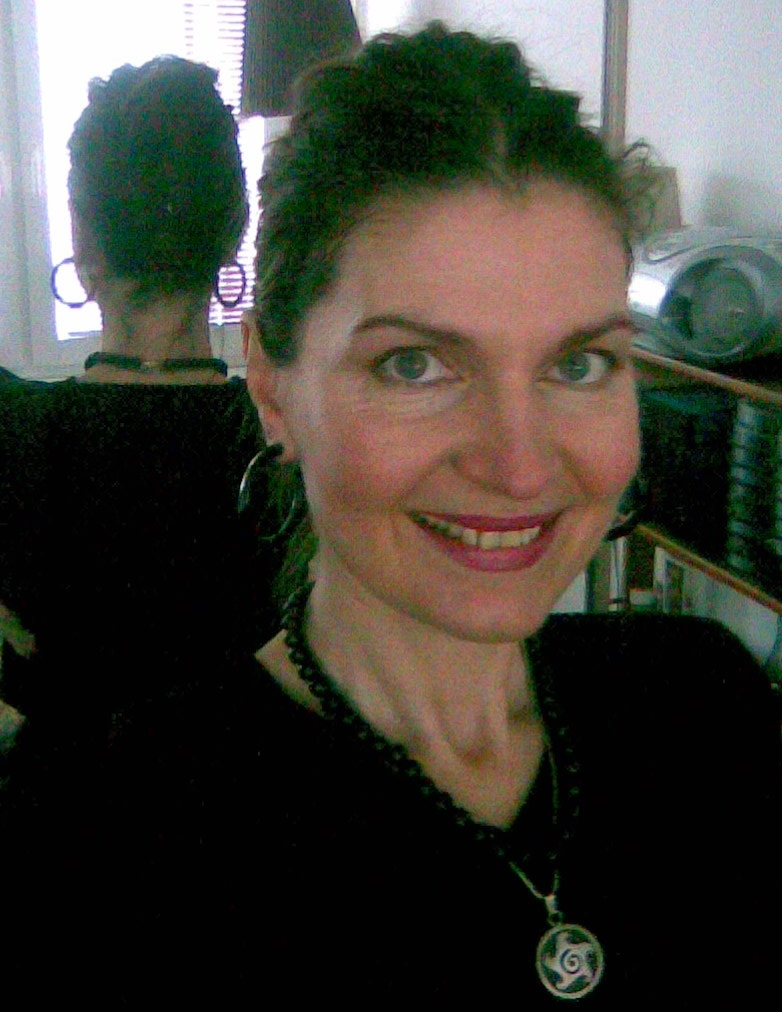
Iwona Katarzyna Pawlak, odtwórczyni roli Justyny Orzelskiej w ekranizacji z 1987 roku

- Nad Niemnem – film fabularny z 1939 r., reż. Wanda Jakubowska i Karol Szołowski, scenariusz Jarosław Iwaszkiewicz (film zaginiony)
- Nad Niemnem – film fabularny z 1987 r., reż. Zbigniew Kuźmiński
- Nad Niemnem – serial telewizyjny z 1988 r. na podstawie filmu z 1987 r., reż. Zbigniew Kuźmiński

## Adaptacje teatralne
- Nad Niemnem – spektakl teatralny z 1969 r., reż. i adaptacja Kazimierz Barnaś (Teatr im. Ludwika Solskiego w Tarnowie)[5]
- Nad Niemnem. Obrazy z czasów pozytywizmu – spektakl teatralny z 2020 r., reż. Jędrzej Piaskowski, adaptacja i dramaturgia Hubert Sulima (Teatr im. Juliusza Osterwy w Lublinie)[6]

## Narodowe Czytanie

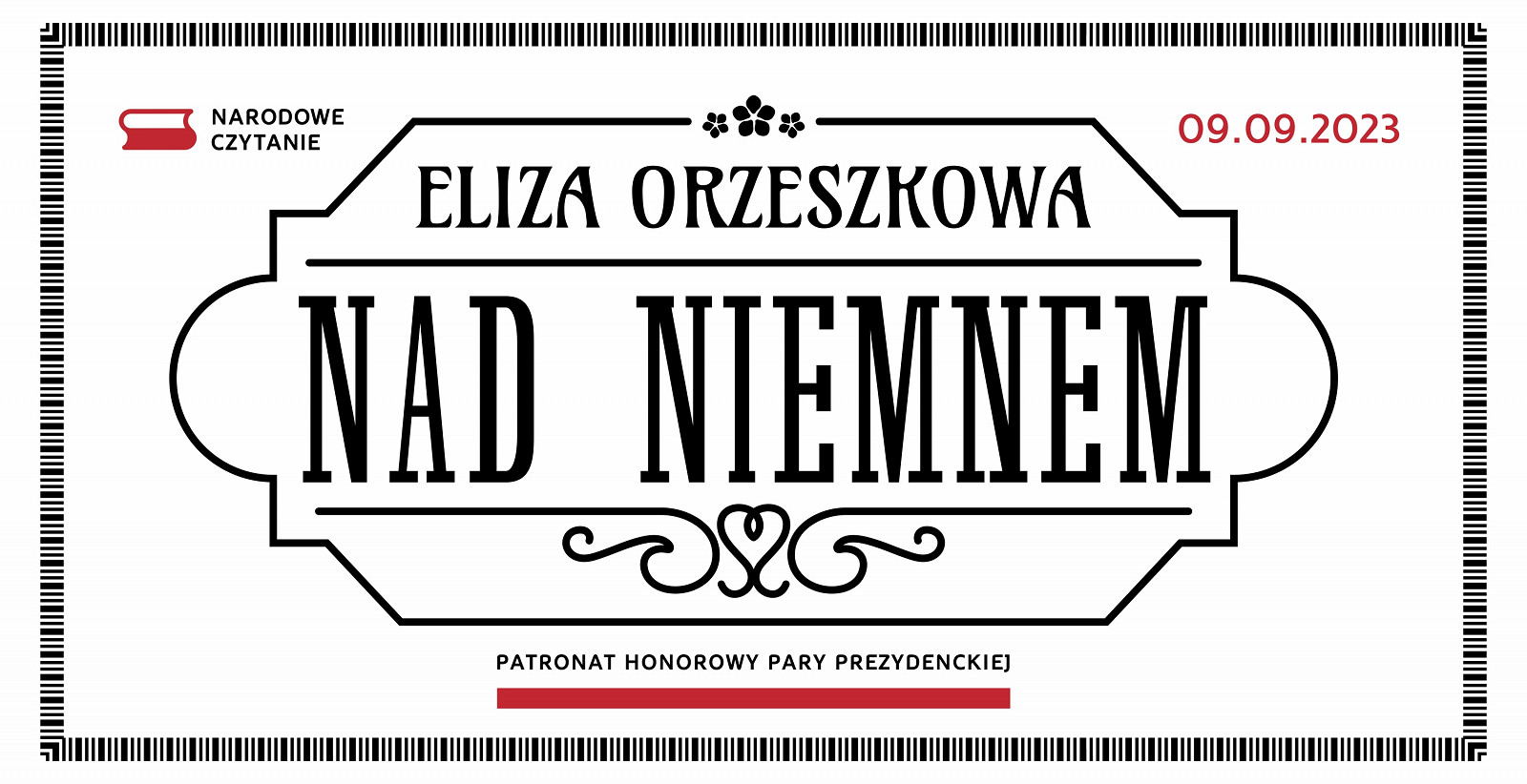
Baner Narodowego Czytania w 2023 roku

W 2023 r. w ramach akcji czytano "Nad Niemnem".